# Halászi
Halászi (deutsch Fischerdorf) ist eine ungarische Gemeinde im Kreis Mosonmagyaróvár im Komitat Győr-Moson-Sopron.
Sie liegt gut zwei Kilometer östlich der Stadt Mosonmagyaróvár am Ufer des Flusses Moson-Donau im Nordwesten Ungarns.

## Gemeindepartnerschaften
- Berg, Österreich
- Tibod, Rumänien
- Tomášov, Slowakei

## Sehenswürdigkeiten
- Barocke Bauernhäuser
- Römisch-katholische Kirche Szent Márton, erbaut 1775 (Spätbarock)
- Römisch-katholische Kirche Lisieuxi Szent Teréz im Ortsteil Arak

## Verkehr
In Halászi treffen die Landstraßen Nr. 1401, Nr. 1405 und Nr. 1406 aufeinander. Der nächstgelegene Bahnhof befindet sich in Mosonmagyaróvár.

## Bilder

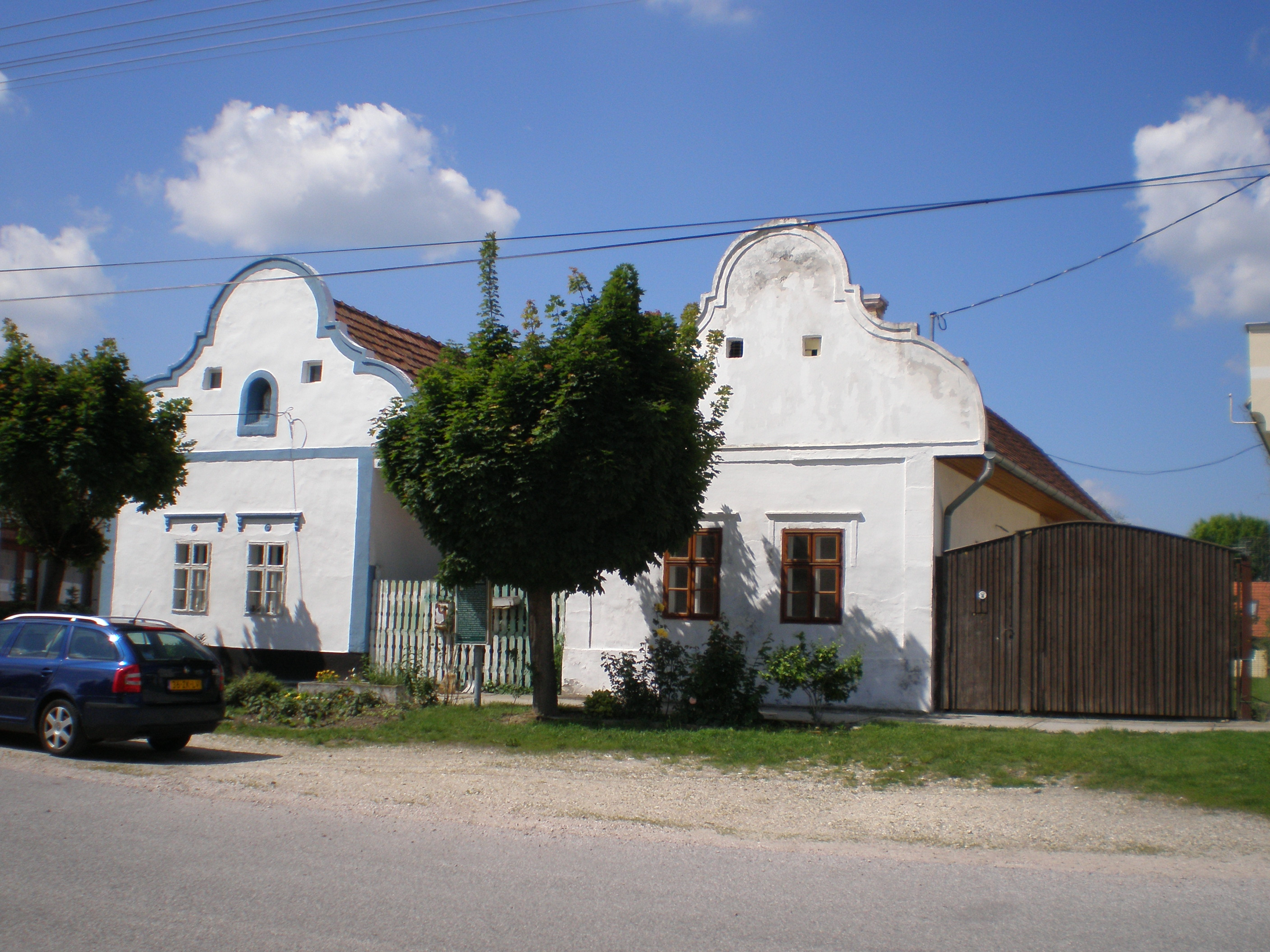
Barocke Bauernhäuser
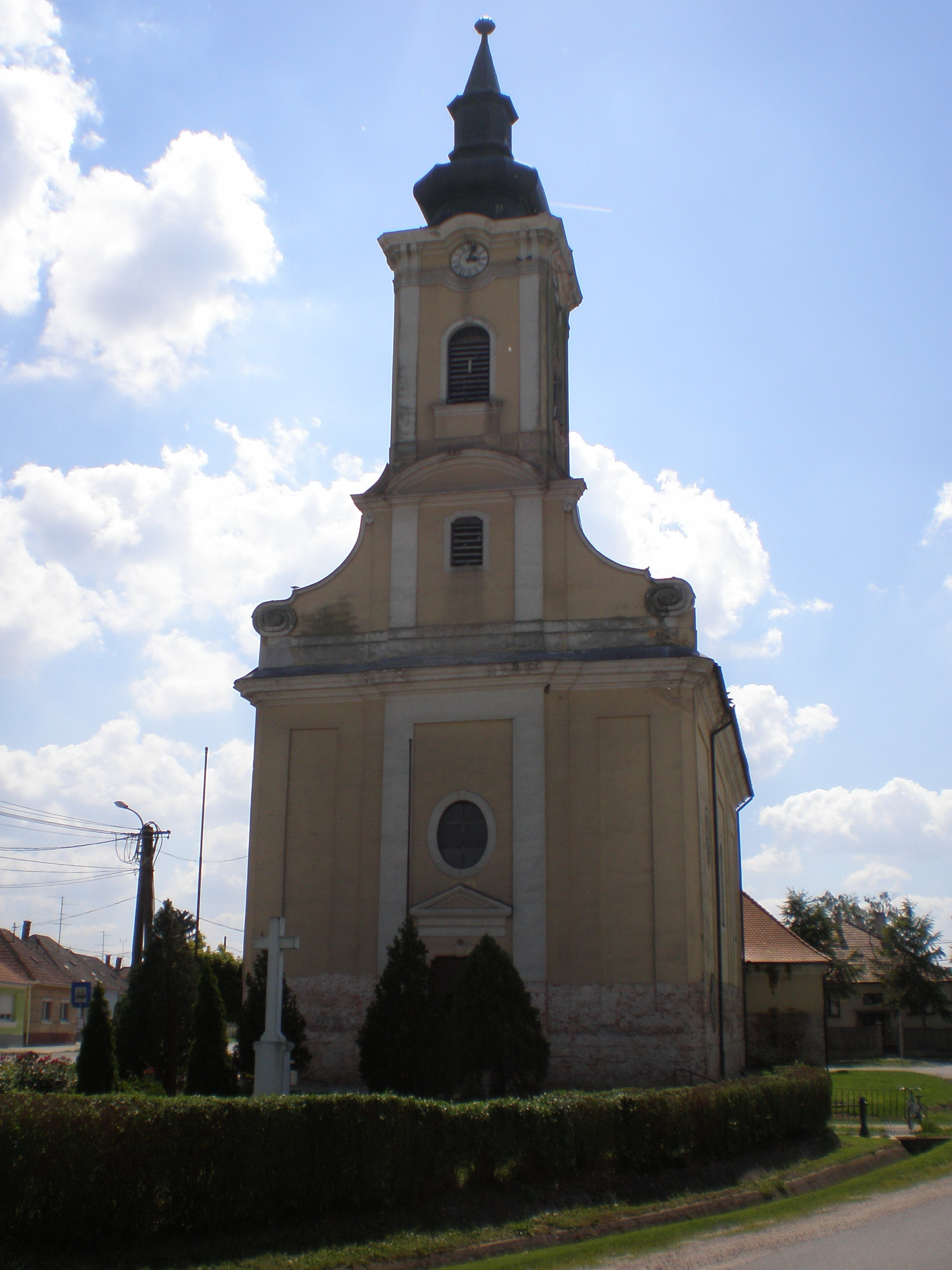
Römisch-katholische Kirche Szent Márton
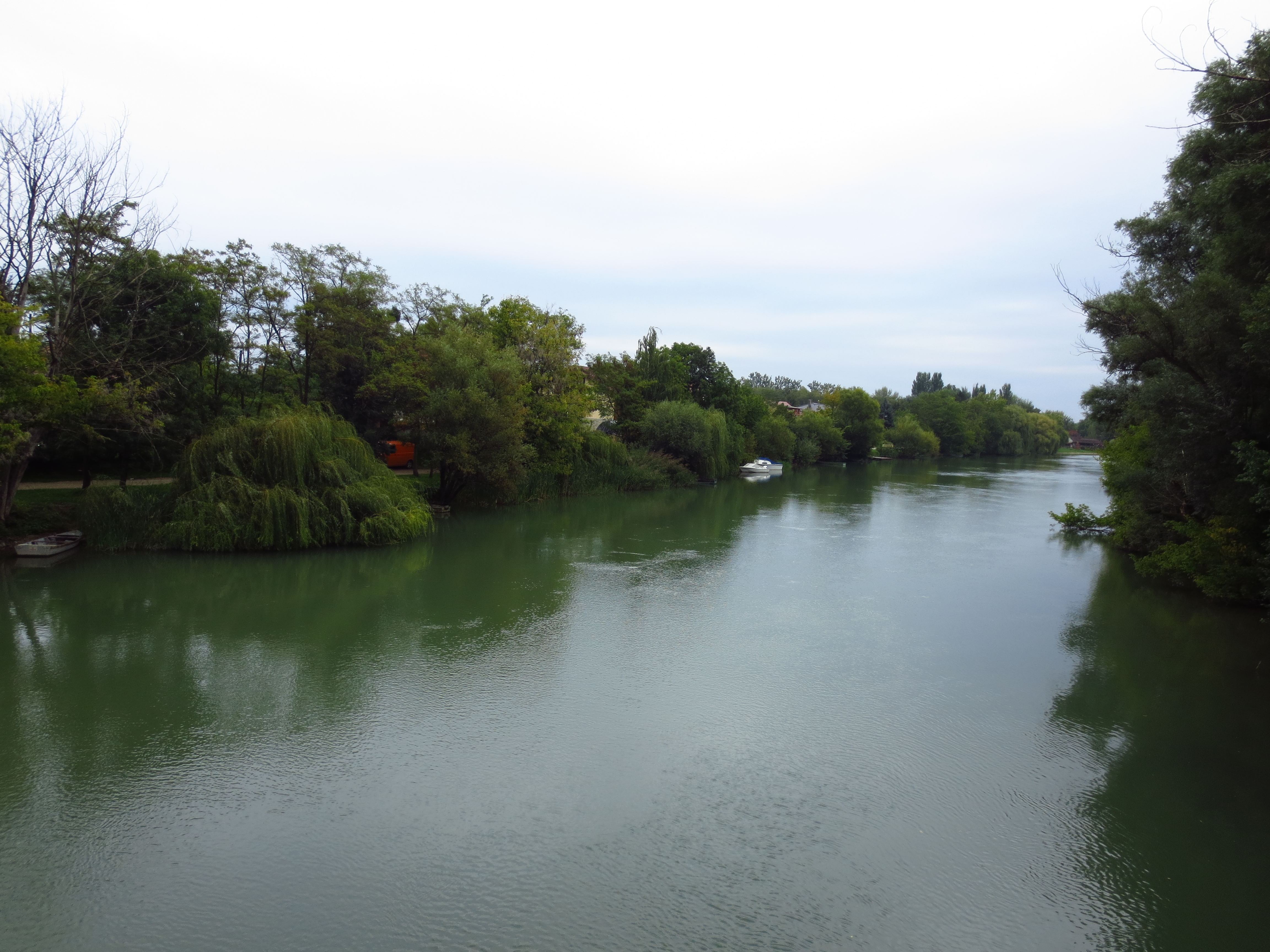
Die Moson-Donau bei Halászi
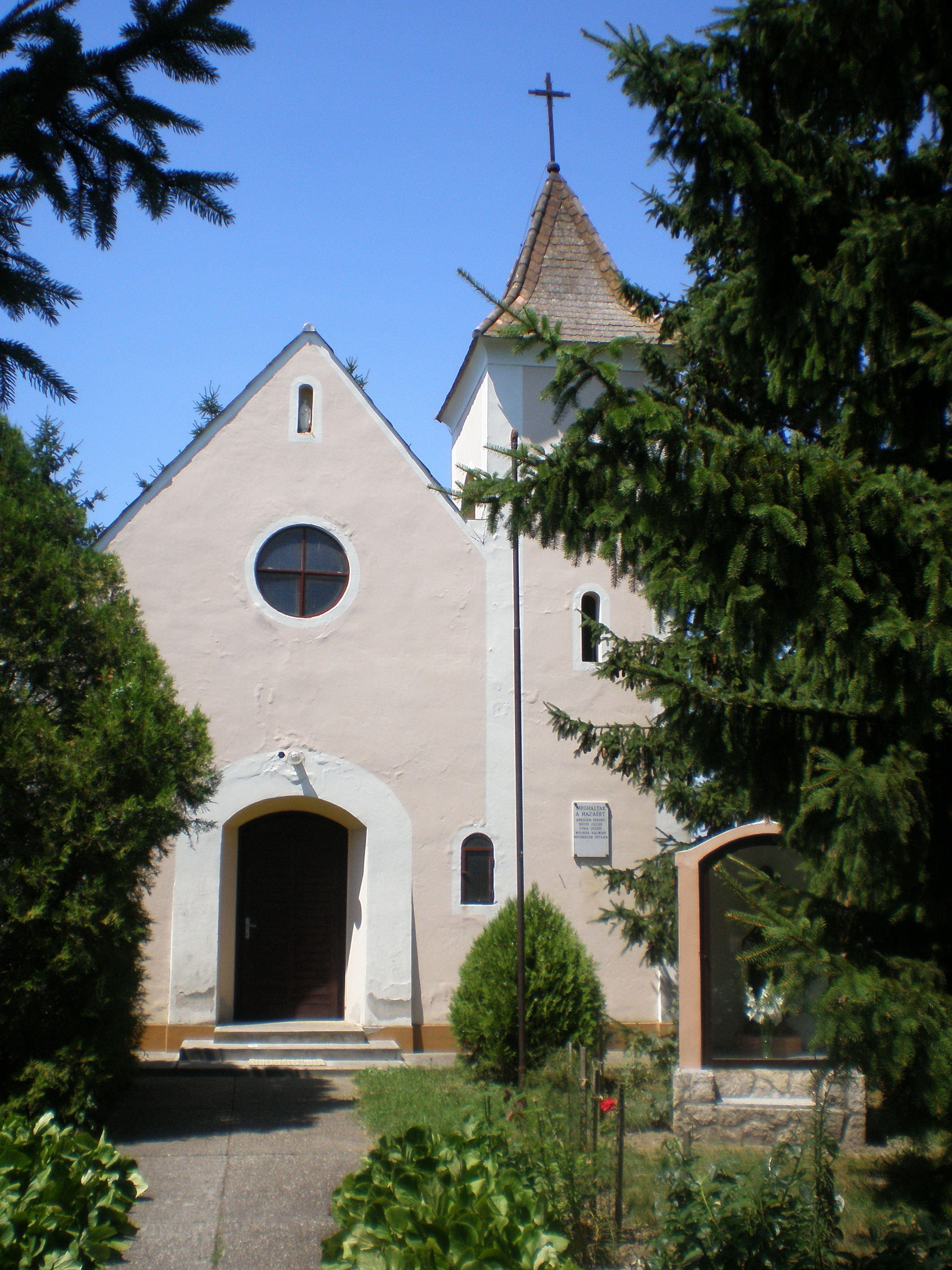
Römisch-katholische Kirche Lisieuxi Szent Teréz